# Ally Stacher
Ally Stacher, née le 8 juin 1987 à Etna, est une coureuse cycliste professionnelle américaine, membre de l'équipe Optum-Kelly Benefit Strategies.

## Biographie

### Débuts
Ally Stacher commence la pratique du cyclisme quand elle fréquente le lycée, highschool. Elle est également adepte de l'escalade et du yoga. Elle a étudié au Lees-McRae College à Banner Elk dans le comté d'Avery. Elle y reçoit une bourse pour continuer la pratique du cyclisme,.

### Carrière professionnelle
En 2010, elle rejoint l'équipe Webcor Builders. Elle travaille en parallèle et termine ses études. 
Elle intègre l'équipe HTC-Highroad en 2011 et se consacre totalement au cyclisme. En 2012, l'équipe change de nom et devient l'équipe Specialized-Lululemon. Elle y joue le rôle d'équipière. En 2012, elle a notamment contribué à la victoire d'Evelyn Stevens sur la Flèche wallonne.
En 2015, elle rejoint l'équipe Optum-Kelly Benefit Strategies afin de pouvoir gérer plus facilement son entreprise de vente de barres énergétiques.

## Palmarès
- 2008
  - 2e du championnat des États-Unis de cyclo-cross espoirs
  - 3e de la Nevada City Classic
- 2009
  - 2e du championnat des États-Unis sur route espoirs

## Classements UCI
| Année          | 2014 |
| Classement UCI | 373e |